# Kaisa Varis
Kaisa Maarit Varis (Ilomantsi, 21 settembre 1975) è un'ex sciatrice nordica finlandese attiva sia nello sci di fondo sia nel biathlon.

## Biografia
In Coppa del Mondo di sci di fondo esordì il 2 marzo 1996 a Lahti (70ª) e ottenne la prima vittoria, nonché primo podio, il 9 gennaio 2000 a Mosca.
In carriera prese parte a un'edizione dei Giochi olimpici invernali, Salt Lake City 2002 (4ª nella 15 km, 23ª nella sprint, 12ª nell'inseguimento, 7ª nella staffetta) e a tre dei Campionati mondiali di sci nordico, vincendo una medaglia. Proprio in occasione dei Mondiali del 2003 a un controllo antidoping risultò positiva all'EPO: fu quindi privata della medaglia d'argento vinta nella staffetta con la nazionale finlandese e in seguito squalificata per due anni.
Scontata la squalifica continuò a essere generalmente esclusa dalla nazionale di fondo e passò quindi al biathlon; in Coppa del Mondo di biathlon esordì nel 2007 a Lahti (70ª) e ottenne anche una vittoria nella sprint di Ruhpolding del 2008, ma questo risultato le venne revocato a causa di una nuova positività all'EPO risalente al gennaio di quello stesso 2008. Nuovamente squalificata, questa volta a vita a causa della sua recidività, venne tuttavia riammessa alle competizioni nel marzo del 2009, quando il Tribunale Arbitrale dello Sport di Losanna riconobbe un vizio di forma nella analisi (assenza di un rappresentante dell'atleta all'apertura del campione, come prescritto dall'Agenzia mondiale antidoping). La Varis tornò quindi a gareggiare nel fondo, ma soltanto in gare minori e senza più ottenere risultati di rilievo, fino al 2013.

## Palmarès

### Sci di fondo

#### Mondiali
- 1 medaglia:
  - 1 bronzo (15 km a Lahti 2001)

#### Coppa del Mondo
- Miglior piazzamento in classifica generale: 8ª nel 2000
- 12 podi (9 individuali, 3 a squadre[3]):
  - 4 vittorie (2 individuali, 2 a squadre)
  - 1 secondo posto (individuale)
  - 7 terzi posti (6 individuali, 1 a squadre)

##### Coppa del Mondo - vittorie
| Data             | Luogo         | Paese     | Disciplina                                                              |
| ---------------- | ------------- | --------- | ----------------------------------------------------------------------- |
| 9 gennaio 2000   | Mosca         | Russia    | 15 km TL                                                                |
| 26 novembre 2000 | Beitostølen   | Norvegia  | 4x5 km (con Pirjo Muranen, Milla Jauho e Virpi Kuitunen)                |
| 29 novembre 2000 | Beitostølen   | Norvegia  | 5 km TL                                                                 |
| 14 gennaio 2006  | Val di Fiemme | Finlandia | 4x5 km (con Aino-Kaisa Saarinen, Virpi Kuitunen e Riitta-Liisa Roponen) |

Legenda:

TL = tecnica libera

### Biathlon

#### Coppa del Mondo
- Miglior piazzamento in classifica generale: 47ª nel 2008